# Cust (Nouvelle-Zélande)
Cust est une localité rurale de l’Île du Sud de la Nouvelle-Zélande.

## Situation
Elle est localisée dans le nord de la région de Canterbury et est le siège du Conseil du district de Waimakariri. Elle est située à approximativement 16 km à l’est de la ville d’Oxford et à 17 km à l’ouest de la ville de Rangiora,.

## Toponymie
La ville a été dénommée d’après Sir Edward Cust, qui était un membre de l'Association de Canterbury (en), qui organisa la colonisation européenne du secteur dans les environs de l’année 1850. Le nom primitif pour la ville était Moeraki Downs et Middleton-on-the-Cust.

## Éducation
L’école de Cust School est la seule école du secteur de Cust. C’est une école publique mixte, assurant tout le primaire avec un taux de décile de 10 et un effectif de 154 élèves en mars 2019.

## Démographie
La population était de 713 résidents lors du recensement de 1901. La population était de 399 résidents lors du recensement de 2001 (en). La population était de 426 résidents lors du recensement de 2006, en augmentation de 7 résidents, puis de 447 résidents lors du recensement de 2013, en augmentation de 21 résidents.

## Courses de motos
Pendant plus de 20 ans, un circuit de course avec revêtement situé à Cust a été utilisé pour la venue du Grand Prix de Nouvelle-Zélande de motos. L’évènement se déroulant à Pâques, dont la dernière s'est tenue en 1963, pouvait faire passer la population du village à plus de 25 000 personnes.

## Climat
La température moyenne en été est de 16,2 °C et en hiver est de 5,9 °C.
| Mois      | température Normale |
| --------- | ------------------- |
| Janvier   | 16,8 °C             |
| Février   | 16,3 °C             |
| Mars      | 14,6 °C             |
| Avril     | 11,6 °C             |
| Mai       | 8,3 °C              |
| Juin      | 5,8 °C              |
| Juillet   | 5,3 °C              |
| Août      | 6,5 °C              |
| Septembre | 8,9 °C              |
| Octobre   | 11,2 °C             |
| Novembre  | 13,3 °C             |
| Décembre  | 15,5 °C             |